# Solitéra

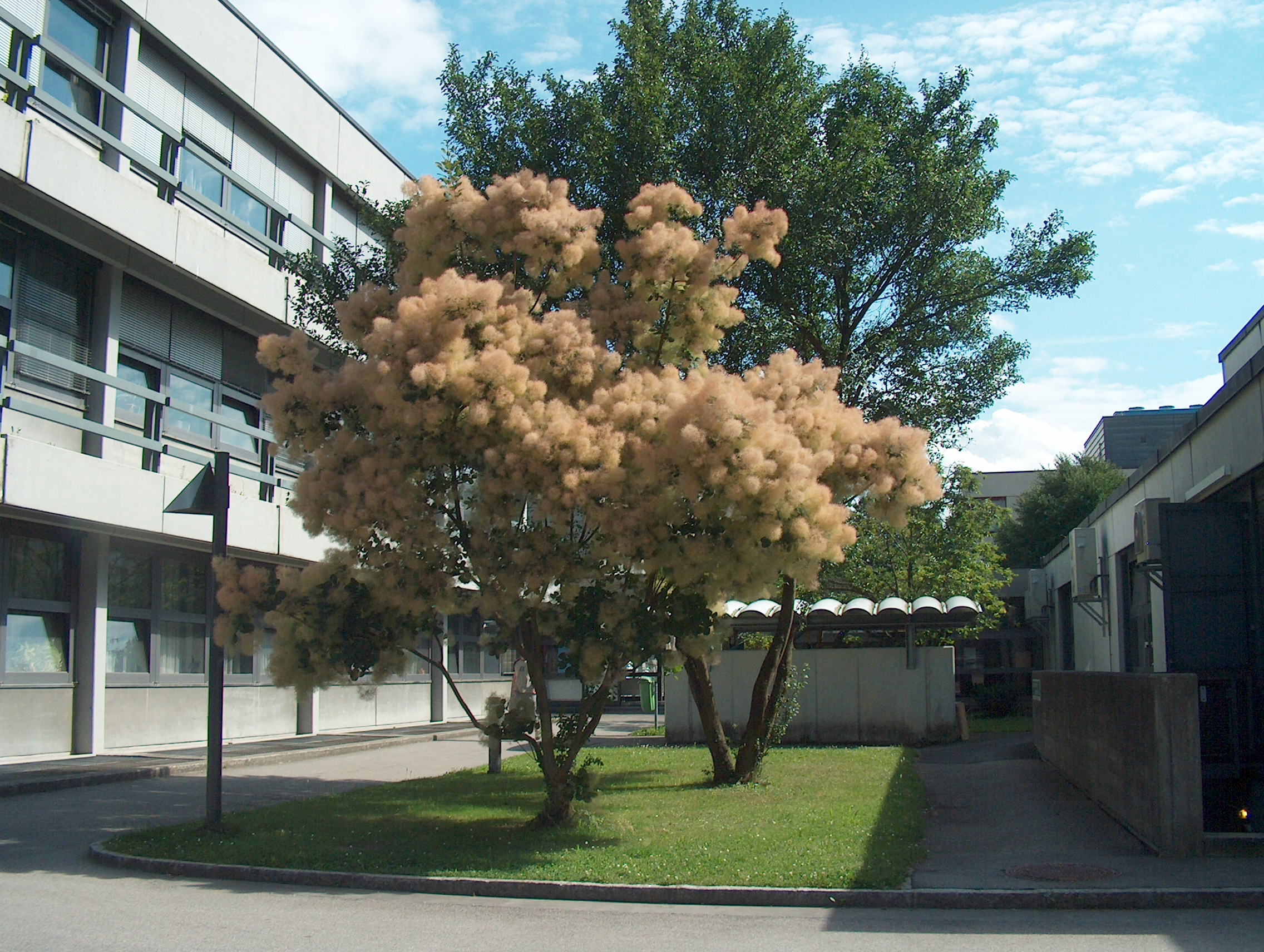
Jako solitéry jsou vhodné k použití zajímavé, neobvyklé stromy či keře.

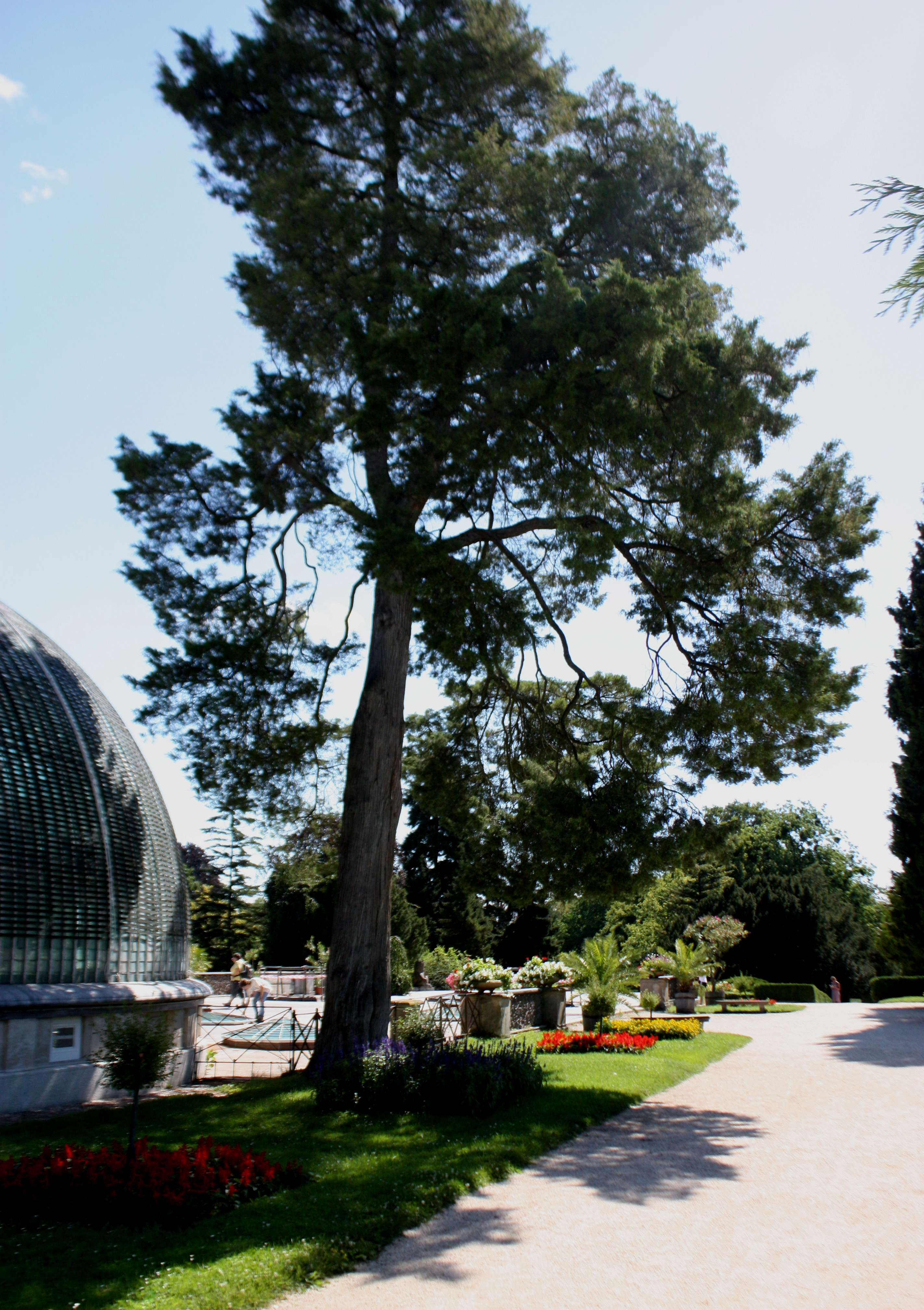
Výrazná solitéra je i stará túje s výraznou borkou v Lednickém parku

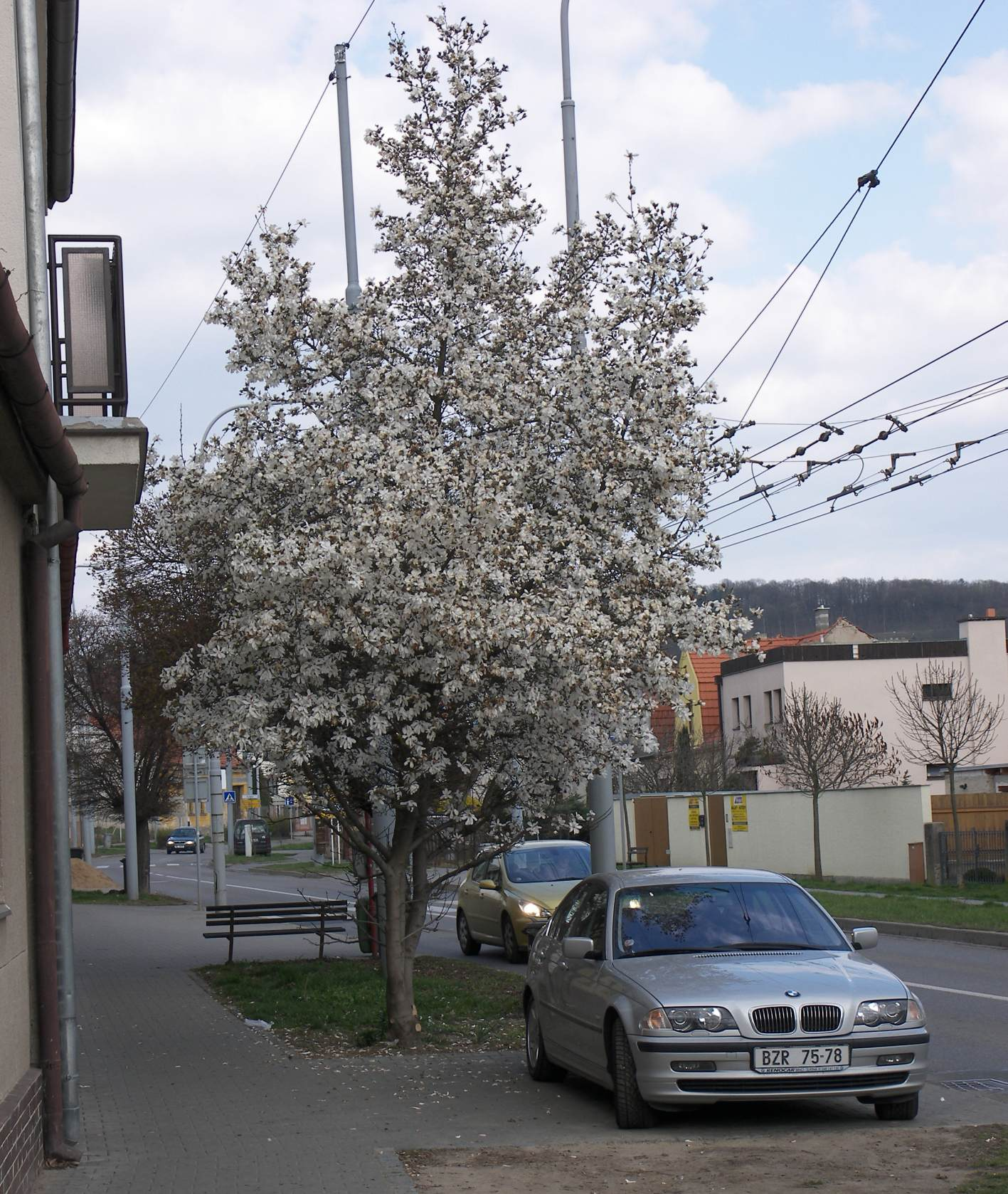
Solitéry mohou být také nápadně kvetoucí stromy.

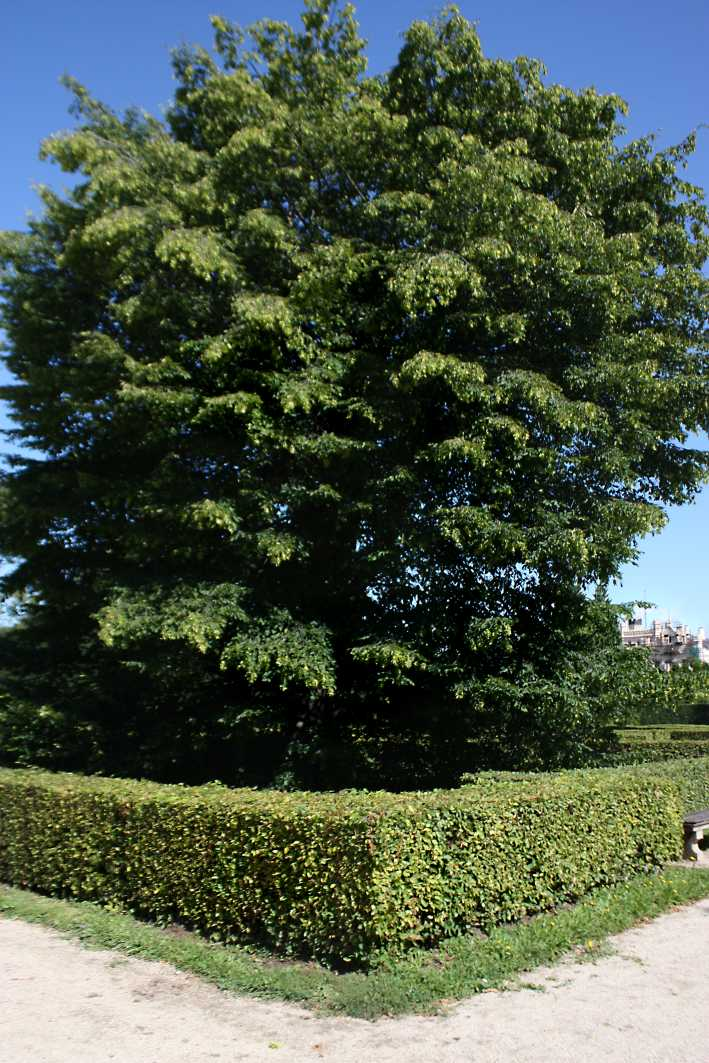
Nejčastější solitérou v českých parcích bývají lípy.

Solitéra (také solitera) je v zahradní architektuře pojem pro strom či keř (někdy i vzrůstnou květinu) vysazený nebo přirozeně rostoucí osamoceně, příp. s velmi nízkým podrostem. Solitéra je prvek používaný v kompozici, v zahradnické tvorbě.

## Charakteristika
Solitéra přirozeně přitahuje pozornost pozorovatele. Může být zvýrazněna i barevnou odlišností, habituálně (vzhledem), strukturou nebo jinými vlastnostmi okolí. Solitéra je zpravidla středobod zahrady, menší zahrady nebo menší části parku. Je důležité proto vybírat pečlivě umístění, ale i druh, kultivar dřeviny, protože jeho vlastnosti ovlivní zásadně celý vzhled zahrady nebo části parku. V jedné zahradě samozřejmě může být více solitér.
Příliš mnoho solitér však způsobí rozmělnění pozornosti a může vyvolat u pozorovatele i rozpačité pocity. Někdy je takové použití smysluplné, součástí plánu, výrazovým prvkem. Víceméně osamoceně stojící stromy mohou vyvolat asociace založené na romantických představách (dutý starý strom), společenských memech (zmarlika, ginkgo) nebo tradicích (košatá lípa) a individuálních vzpomínkách.

## Příklady vhodných solitér

### Solitéry pro malé zahrady
Příklady:
- Javor dlanitolistý (Acer palmatum) a javor japonský – zajímavé listy, barevné listy, nápadný habitus. Kultivary mohou být výrazněji nápadné a růstem vhodnější pro různé podmínky.
- Javor klen (Acer pseudoplatanus ´Brilliantissimum´) – malý strom s výrazně barevnými listy.
- Javor mléč (Acer platanoides ´Globosum´) – výška podle místa roubování, šířka velmi kompaktní kulaté koruny 3–5 m.
- Trnovník akát (Robinia pseudoacacia ´Umbraculifera´) – výška podle místa roubování, šířka velmi kompaktní kulaté koruny 3–5 m.
- Bříza – kultivar ´Youngii´ a podobné kultivary díky neobvyklému habitu mohou být nápadnou solitérou malých zahrad ve východním stylu.
- Ruj (Cotinus coggygria ´Royal Purple´) – výrazně barevná, červenolistá odrůda keře s nápadně tvarovanými listy, zajímavým kvetením a plody.
- Škumpa ocetná (Rhus typhina) – velmi atraktivní exotický vzhled, výrazné podzimní zbarvení, nápadné plodenství a květenství, není doporučována, protože nebezpečně zapleveluje, odnožuje, silné kořeny mohou poničit zdivo i cestu.
- Růže – výrazné kvetení, použití podle typu, je vhodné uvážit pro ztíženou údržbu.
- Ptačí zob vejčitolistý (Ligustrum ovalifolium ´Aurea´) – pestrolistý kultivar je nápadný listem, snadno se udržuje.
- Smrk omorika (Picea omorika) – úzký vysoký smrk s malebným habitem.
- Šácholan (Magnolia stellata) – nápadné květy, listy.
- Pěnišník (Rhododendron) – nápadné květy, listy, vyžaduje humózní kyselé půdy.
- Myrobalán (Prunus cerasifera ´Nigra´) – celoroční zbarvení listů, na jaře kvete, strom nebo keř.
- Hloh obecný (Crataegus laevigata ´Paul’s Scarlet´) – výrazně barevné květy brzy na jaře.
- Jeřáb ptačí (Sorbus aucuparia) – výrazné plody od poloviny léta dlouho do zimy, solitéry pro malé zahrady.
- Jilm (Ulmus hollandica ´Wredei´) – velmi nápadný kultivar se žlutými listy a metlovitě vertikálním růstem. Odolný proti grafióze.
- Podezřeň královská, matheucie (Matteuccia struthiopteris), kapraď samec – nápadné, velké kapradiny.
- Trnovník huňatý (Robinia hispida) – cenný pro  bohaté kvetení, malý stromek, velikost podle výšky roubování.
- Sakura (Prunus serrulata ´Kiku-shidare´) – dekorativní kvetení, barevné listy pozdě na podzim.
- Kortaderie dvoudomá (Cortaderia selloana) – výrazná trvalka růstem a kvetením, náročná na sucho přes zimu, vyhnívá.

## Solitéry pro větší zahrady a parky
Kromě solitér pro malé zahrady například:
- Borovice (Pinus silvestris) – nápadný barevný kmen, stálezelená, v dospělosti i malebný habitus. V našem prostředí je druh přirozený a působí tak velice nenásilně.
- Borovice hedvábná (Pinus strobus) – nápadné dlouhé jemné jehlice, stálezelená, měkká textura.
- Smrk omorika (Picea omorica) – úzký vysoký smrk s malebným habitem.
- Šácholan (Magnolie) – nápadné květy, listy.
- Liliovník tulipánokvětý (Liriodendron tulipifera) – nápadné květy, listy.
- Dub (Quercus rubra a jiné) – nápadný habitus.
- Vrba Matsudova (Salix matsudana ´Tortuosa´, také Salix erythroflexuosa) – 30 m vysoká, zejména v mládí velmi dekorativní kroucené větve.
- Dřezovec trojtrnný (Gleditsia triacanthos) – dekorativní trny.
- Javor mléč (Acer platanoides ´Crimson King´) – celoročně červené listy.